# 近鉄26000系電車
近鉄26000系電車（きんてつ26000けいでんしゃ）は、近畿日本鉄道の特急形車両である。「さくらライナー」の愛称を持つ。
解説の便宜上、本項では吉野向きの先頭車の車両番号+F（Formation=編成の略）を編成名として記述する（例：モ26101以下4両編成=26101F）。

## 概要
大阪阿部野橋（南大阪線）と吉野（吉野線）を結ぶ吉野特急は1965年に運転を開始し、1990年で25周年を迎えた。これを機にさらなる高品質の輸送サービスを提供するために投入されたのが本系列である。内外装は21000系「アーバンライナー」のデザインを踏襲しつつ、飛鳥、吉野路を走行するにふさわしい観光的要素でリファインした。1990年3月15日ダイヤ変更から営業運転を開始した。
本系列は車両構造・技術面において過度期の特急形車両であり、新旧を織り交ぜた構造・機能を多分に有する。今後のスタンダードとなる装備が採用された一方で、抵抗制御方式とシュリーレン式台車をはじめ、折戸式乗降扉、スライド式リクライニングシートや和式トイレなど、特急車両としては本系列をもって採用終了となった装備も多数挙げられる。しかし16000系や16010系が長らく旧態依然の回転式クロスシートの上にデッキもない設備であった中で、本形式は吉野特急の品質向上に大いに寄与した。
1990年にグッドデザイン賞を受賞した。
本系列充当の特急列車には、近鉄時刻表、および近鉄の駅掲示の時刻表に「SL」を図案化したロゴタイプを、JTB時刻表では「SL」のアルファベットを表記する。
16000系・16010系では公式・非公式を問わず愛称が付けられていなかったが、本系列では南大阪線の特急車として初めて公式の愛称が付けられている。
電算記号（編成記号）は「Sakura Liner」に由来する SL である。

### 開発の経緯
開発体制は21000系と同様とされ、1988年秋から開発を開始、メンバーには21000系から引き続いて手銭正道と山内陸平が参加した。

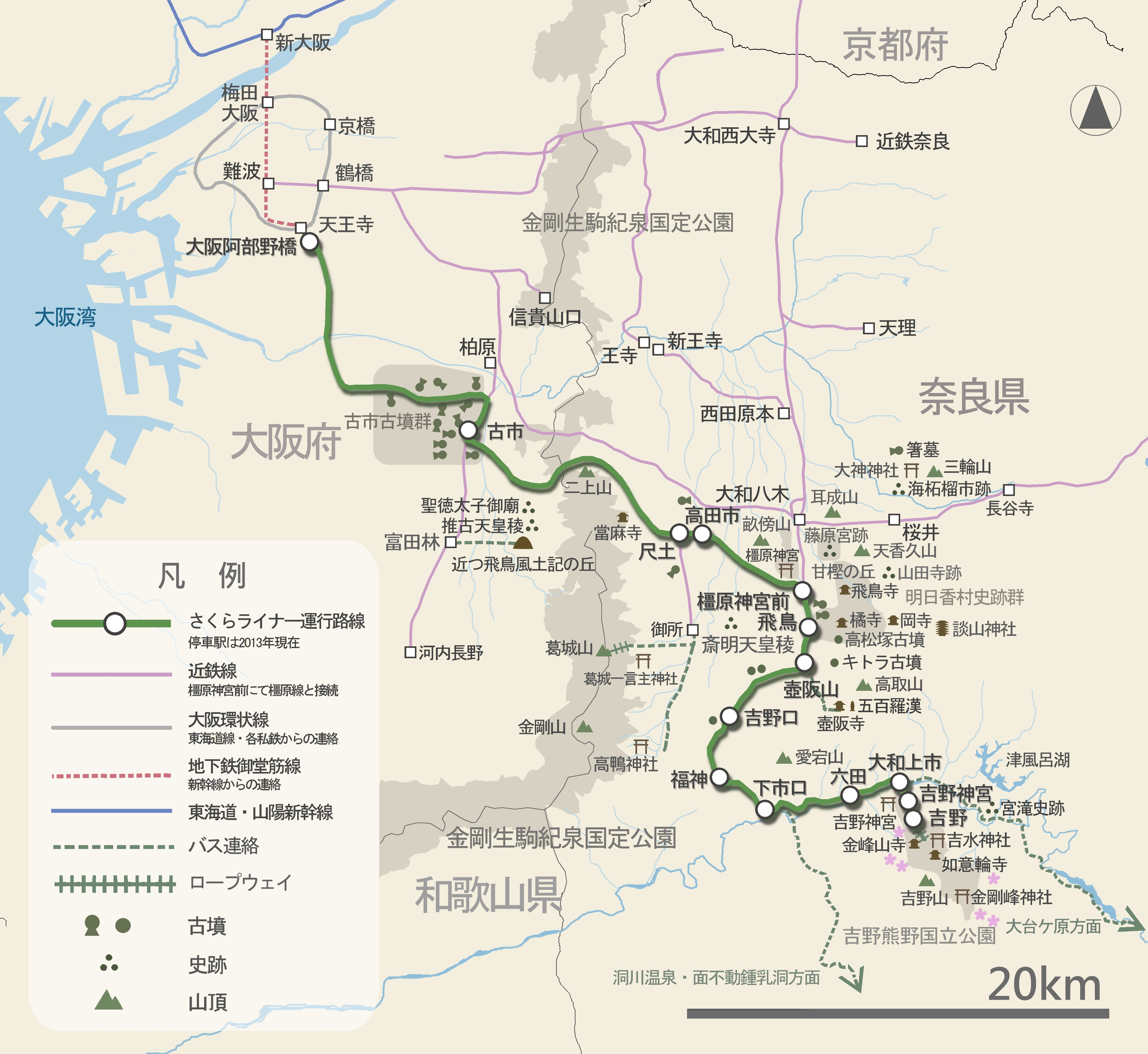
南大阪線・吉野線沿線の名所旧跡

南大阪線、吉野線の特徴は、歴史的名所、旧跡が豊富であることで、古墳をはじめ、日本書紀の舞台である飛鳥、そして白鳳時代や南北朝時代ゆかりの土地、吉野が沿線に並ぶ。また、沿線は自然にも恵まれており、吉野山の千本桜をはじめ、吉野杉が林立し、ほか田園や渓谷等、日本の伝統的風景が展開する。
そこでこのような路線の特徴を設計に反映させるべく、以下のデザインポリシーを設定した。
- 日本の伝統的美意識の車両展開
- 乗ること自体を楽しめる車両

また、開発にあたっては、「さくらコンセプト」（さ=さわやかデザイン、く=くつろぎ車内、ら=らうんど展望）を打ち出して設計に反映した。なお、26000系は表向き観光列車であるが、人口密集地帯の南大阪線を走行することから、通勤輸送のニーズにも対応した設計となっている。

## 構造
本項では竣功当初の仕様について述べる。

### 車体
車体断面など主な仕様は21000系に準じているが、車体幅は標準軌系特急車と同様の2,800 mmに拡大されている。前面も21000系同様の流線型非貫通式としたが、傾斜角は21000系の43度に対して60度と緩やかにし、スピード感を抑えた形状としている。前面窓上には前照灯として、角型シールドビームを4灯配しており、本系列以降の特急車はこの4灯式前照灯が採用されている。なお、前照灯を覆うポリカーボネートの熱対策として、灯具前面に熱線吸収ガラスと排熱ファンが設けられた。また、前面窓下には発光ダイオード (LED) 式の標識灯・尾灯が1+9（上下2段）+1列で設置されている。増備車の配列は上下11列である。また、非貫通式ながら併結運転に備え、電気連結器を装備する。このほか前面下部には排障器に加え車体色と同色のスカートも装備されている。
側窓は21000系と同構造の外付け式連続窓である。ただし、観光特急として眺望性を優先するため、21000系比で+60 mm上下が拡大された。
乗降扉は近鉄特急伝統の折戸であるが、本系列が最後の採用となった。モ26300形が2か所、ほかは1か所ずつの配置である。また、新しい試みとして車内販売準備室のあるモ26200形の業務用ドアはプラグドアとなっており、気密性に優れ、戸袋不要で車体外板と平滑になるなど、今後の特急車のエクステリアを考える上での新しい方向性を与えるものとなった。それから2年後、22000系の乗降扉と正面貫通扉において、プラグドアが採用されている。
車体塗装は「日本的美しさの表現」をテーマとしてプランニングされた。21000系と同じクリスタルホワイト■を基調に窓周りをうすずみ色（グレー）■として、「雲海に煙る吉野山」のイメージを表現した。車体裾部にもえぎ色■の濃淡5色によるグラデーションのラインが引かれ、沿線の環境に溶け込むイメージとした。このグラデーションラインのうち、最下段の緑■のみ塗装とし、他は粘着テープによった。さらに、「さくらライナー」の略称「SL」をデザインしたピンクのロゴが車体に付けられている。

### 機器類
21000系に準じ全ての車両が電動車である。主電動機は三菱電機MB-3308-Aを各車に4基搭載する。運用状況に合わせ、端子電圧340 V時における1時間定格出力は95 kWに抑えられている。歯車比は標準軌線特急車同様の3.81とした。最高速度は120 km/h。
主制御器は21000系の三菱電機製に対し、本系列では南大阪線で一般的な日立製作所製のMMC-HTB-20U電動カム軸式抵抗制御器をモ26100形・モ26300形に搭載する。この制御器はパイロットモーター2基でそれぞれ別のカム軸を駆動する2軸操作式で、全界磁最終段と弱め界磁段との切り替え時の衝動緩和を目的として、ノッチ戻し機構を搭載する。電動車2両を1組として合計8基の主電動機を1台の主制御器で制御する1C8M制御方式を採用しており、主電動機4基2群で直列・並列の接続切り替えを行う。この機能を用い、吉野線では直列段主体、南大阪線では並列段主体で運用することにより、トルクが必要な勾配区間と速度が必要な平坦区間での走行性能の両立を図っており、1C4M制御で主電動機を永久直列接続としている16000系・16010系とは走行特性が異なる。ただし16000系・16010系との併結は可能で、2010年5月27日には16600系Aceと連結して試運転を行った事がある。
なお、標準軌間各線用特急車との相違点として吉野線の運転条件から弱め界磁制御は低速前進時でも使用できるようにしており、高速運転を行う並列接続時に弱め界磁制御を行う場合には最弱め界磁率を32 %、低速運転を行う直列接続時に弱め界磁制御を行う場合には最弱め界磁率を27 %に、それぞれ設定可能としている。
制動装置はHSC-D発電ブレーキ併用電磁直通ブレーキを搭載、抑速ブレーキや応荷重装置も装備する。
台車は21000系に装着されていた円筒案内式（シュリーレン式）の近畿車輛KD-97を狭軌仕様としたKD-99ダイレクトマウント式空気ばね台車を採用しており、固定軸距はKD-97と同様に2,100 mmとしている。なお、南大阪線・吉野線向け新造車へのシュリーレン式台車の採用は本系列が最後となり、以後の新型車では円筒積層ゴム式軸箱支持機構を備えたボルスタレス台車へ移行している。また、特急形車両としても本系列で採用終了となり、直後に製造された22000系からは同様のボルスタレス台車化された。
補助電源は21000系と同様に出力70 kWの東芝製DC-DCコンバータを採用し、モ26200形・モ26400形に搭載される。パンタグラフは下枠交差形の東洋電機製造PT-4811を採用し、モ26100形・モ26300形にそれぞれ2台設置している。
空調装置も21000系と同一の冷凍能力10,500 kcal/h、暖房能力8,500 kcal/hのヒートポンプ式を各車に3台搭載し、座席下には暖房時の補助ヒーターを設置している。
運転台の主幹制御器・ブレーキハンドルは近鉄特急車では初の横軸2ハンドル式を採用し、運転台コンソールを低くしている。近鉄ではHSC系ブレーキ装備の車両は縦軸式主幹制御器とブレーキ弁を採用し、メーターパネルの配列も統一してきたが、本系列のみは例外として横軸式が採用され、ブレーキ指令も無段階制御から7段制御に変更された。

## 車内設備

### 客室

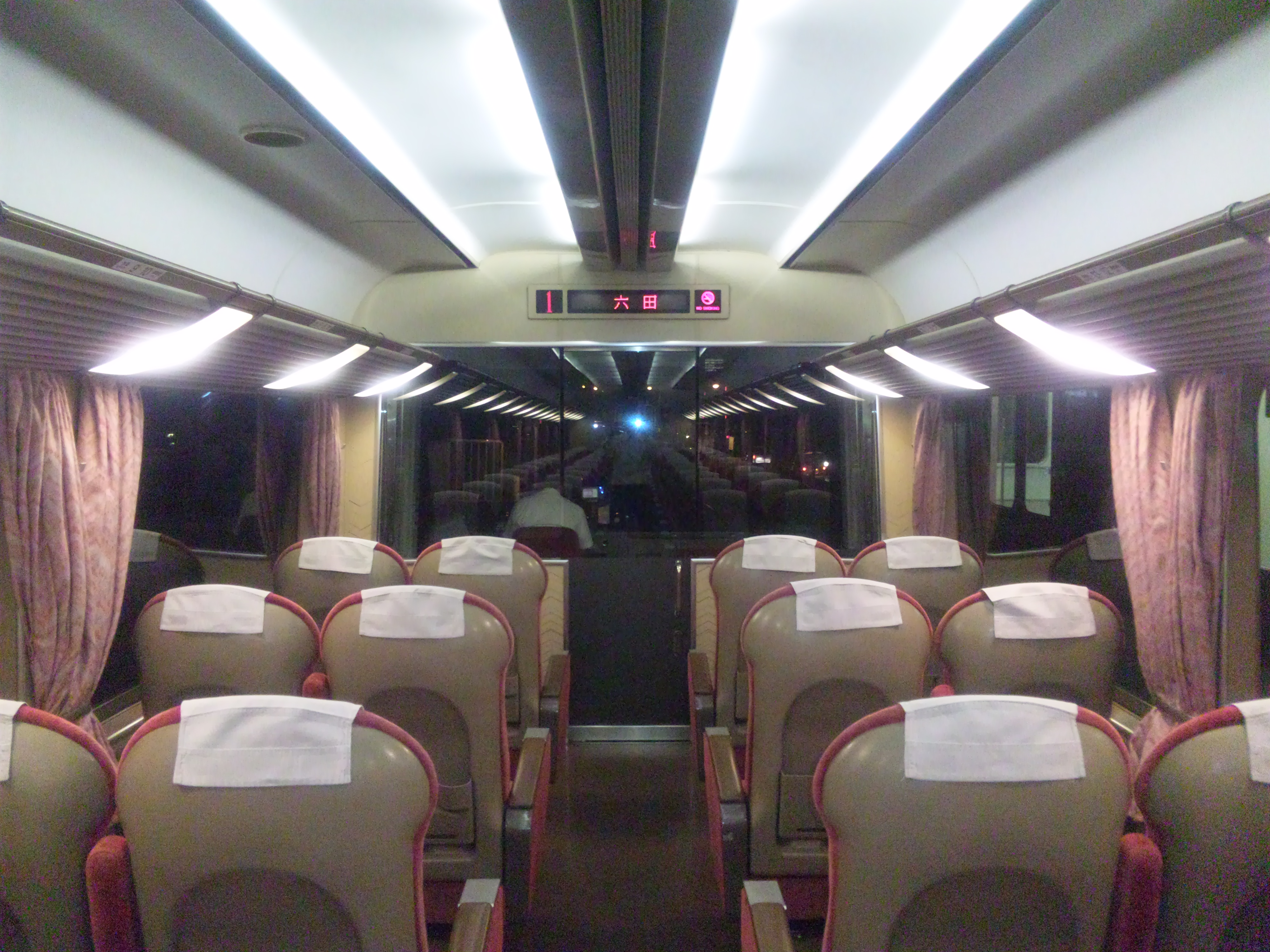
前面展望（リニューアル前）

客室の妻仕切りは吉野の山々をイメージした「やまなみ模様」をシルク印刷した化粧板とし、カーテンには「吉野かすみ」をデザインしたものを採用している。また、妻仕切り扉の上にはLEDスクロール式車内案内表示器が取り付けられており、最高速度で巡航する地点を通過するときに現在の走行速度を表示する。仕切扉脇にはLED式の号車番号、禁煙、トイレ使用表示灯が設けられたが、21000系よりも薄くして見付の向上を図った。

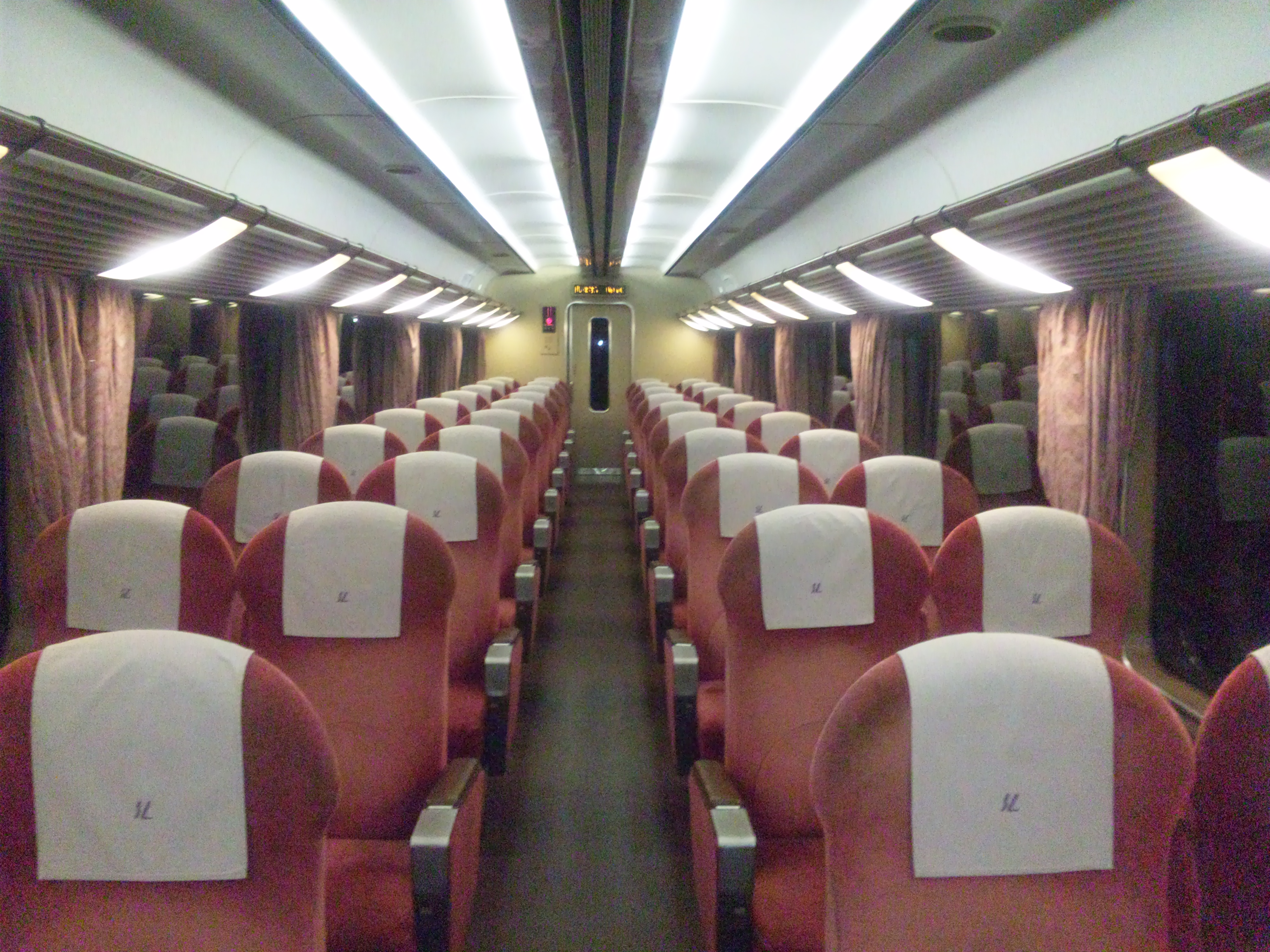
車内（1号車）（リニューアル前）

21000系で採用された音楽サービス（車体リニューアル時に廃止）に代わり、AMラジオの再送信装置を設置した。受信アンテナはモ26400形に設置されている。
客室照明は、天井は21000系と同一の間接照明で、荷棚下の照明は枕木方向に1座席間隔で直接照明を配した。荷棚下照明は乗客のスイッチ操作によるON/OFFが可能である。21000系のようなカーテンライトはない。荷棚にはスリットが設けられ、登山客（大台ヶ原山方面など）の利用も考慮して、大きなリュックサックを載せても充分な強度がある。
観光輸送に配慮し、先頭車両の客室は前面眺望がよく利く構造で、運転台後方には客用扉を設置せず、運転台の側開戸を非常用として使用できるように拡大しているのは、デビュー当時はほかの近鉄特急車には見られない特徴であった。吉野行きの列車は4号車53番 - 56番、大阪阿部野橋行きの列車は1号車1番 - 4番が展望席となっている。運転台は客席からの眺望を良くするためにできるだけ低くされ、客室イメージと調和させるために、ライトグレーやローズグレー等のやさしい色でまとめられたほか、運転席についても、背面が美しく見えるようにデザインされた。側窓は眺望性を優先して21000系より下方に拡大されている。
座席は21000系と同様にシートピッチを1,050 mmとしている。座席表布には桜をイメージしたピンク系の「アンティック・チェリー」と名付けられたモケットを採用した。また、背もたれ上部に丸みを持たせて花びらの雰囲気に、またテーブルは近鉄特急初採用の肘掛け内蔵式、背面の小物入れは「カンガルーポケット」と称する独自のものとなっている。このポケット形状が増備車では若干変更され、色も座席背面と同じベージュとなった。フットレストは21000系と同様のタイプが装備されている。ヘッドレストカバーには「SL」ロゴタイプがプリントされた。近鉄特急車としては最後の採用例となる背起こし回転式、フリーストップのスライド式リクライニングシートであるが、前述の肘掛け内蔵式テーブルの新採用も併せた新旧混合の座席となった。
車内販売基地はモ26200形に設置され、車販基地への荷物搬入用にプラグドアを設置している。設備は給湯ユニットやシンク、アイスクリームストッカーを備える。
トイレはモ26200形が和式と男性小便器ブース、モ26300形が洋式と男性小便器ブースの組合せとし、独立した洗面台をそれぞれ1台設置している。水栓は21000系と異なり、適温水の出る光電式自動水栓とした。トイレの床材には21000系と同様天然石を用いている。本系列はトイレのほか座席や扉などの接客設備がバリアフリー（車いす）非対応で落成した最後の近鉄特急車である。
モ26300形の吉野側デッキにはテレホンカード式の公衆電話を設置している。

## リニューアル車

### 概要
南大阪・吉野線の看板車両である本系列も初期車の製造から21年が経過したことから、4億円をかけてリニューアルを実施し、2011年4月2日より営業運転が開始された。
リニューアルにおいては内装を22600系、16600系で確立されたスタンダードを踏襲する傍らで、観光特急としての特色を前面に押し出し、随所に吉野らしさを表現した。外観も同様であるが、床下機器においては変更なしとされた。
|                | 車体更新  | 転落防止幌設置工事出場 |
| -------------- | --------- | ---------------------- |
| 26101F（SL01） | 2011年3月 | 車体更新時             |
| 26102F（SL02） | 2011年9月 | 車体更新時             |

### 外観
車体塗色は引き続きクリスタルホワイト■を基調としているが、車体裾部のグラデーションは吉野の桜をイメージしたピンク色■に変更され、前面は窓周り・前照灯周辺を黒く塗装したデザインとしたほか、スカートの形状も変更している。ロゴマークはリニューアル前の「SL」から、新たに制定した桜の花びらをイメージしたシンボルマークに変更された。

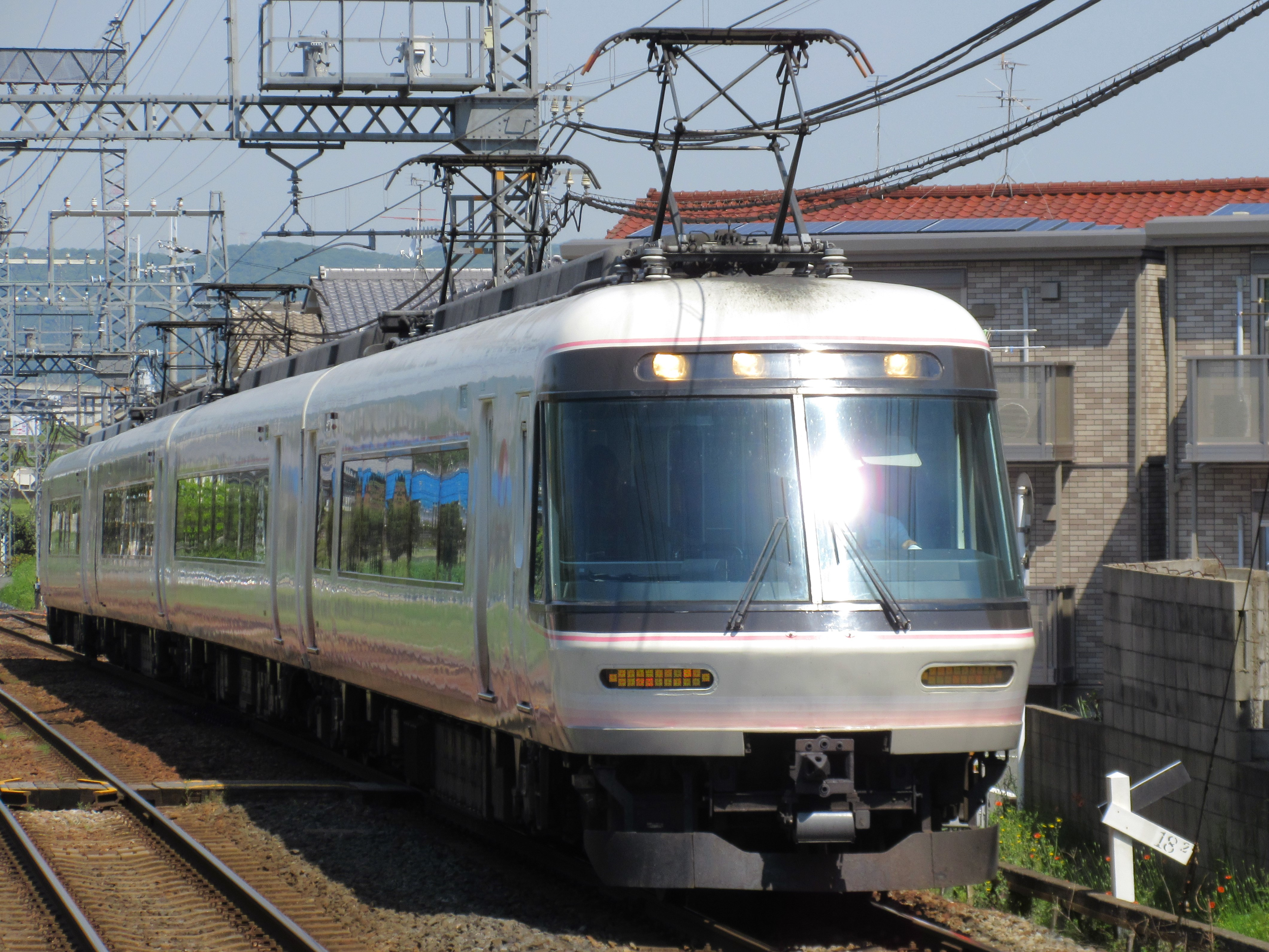
リニューアル車の外観
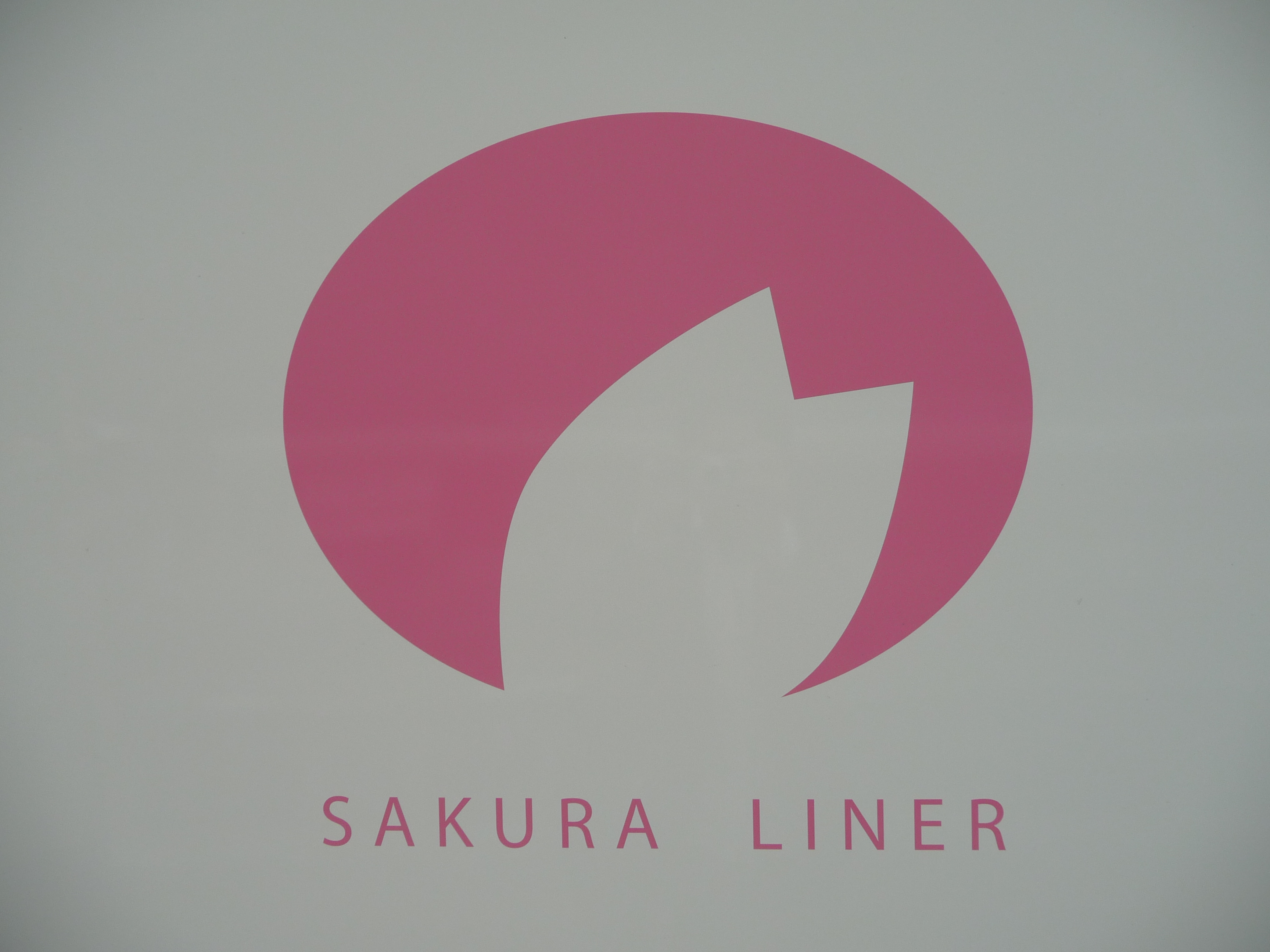
新ロゴタイプ

### 車内設備

#### 客室
モ26200形（3号車）はデラックスカーに変更され、「MADE IN YOSHINO」をテーマとしてデザインされた。荷棚下部に吉野産ヒノキ、照明カバー内部に吉野産漉き和紙、仕切扉の合わせガラス内部に吉野産スギによる網代組みを使用している。さらに床面全体にはブラウンを基調とするストライプ入りの絨毯が敷かれている。座席は独立性の高い1人掛け「ゆりかご型リクライニングシート」を採用し、通路を挟んで横1+2席配置としている。シートピッチはレギュラーカーと同じ1,050 mmである。
レギュラーカーは、木目調の壁紙・床材を採用し、座席はリニューアル前の花びらをイメージしたものを継承しつつ、16600系と同様の「ゆりかご型リクライニングシート」に交換された。
ACコンセントは、デラックスシートが1席ずつ肘掛に内蔵され、レギュラーシートは座席背面中央に1箇所設置した。

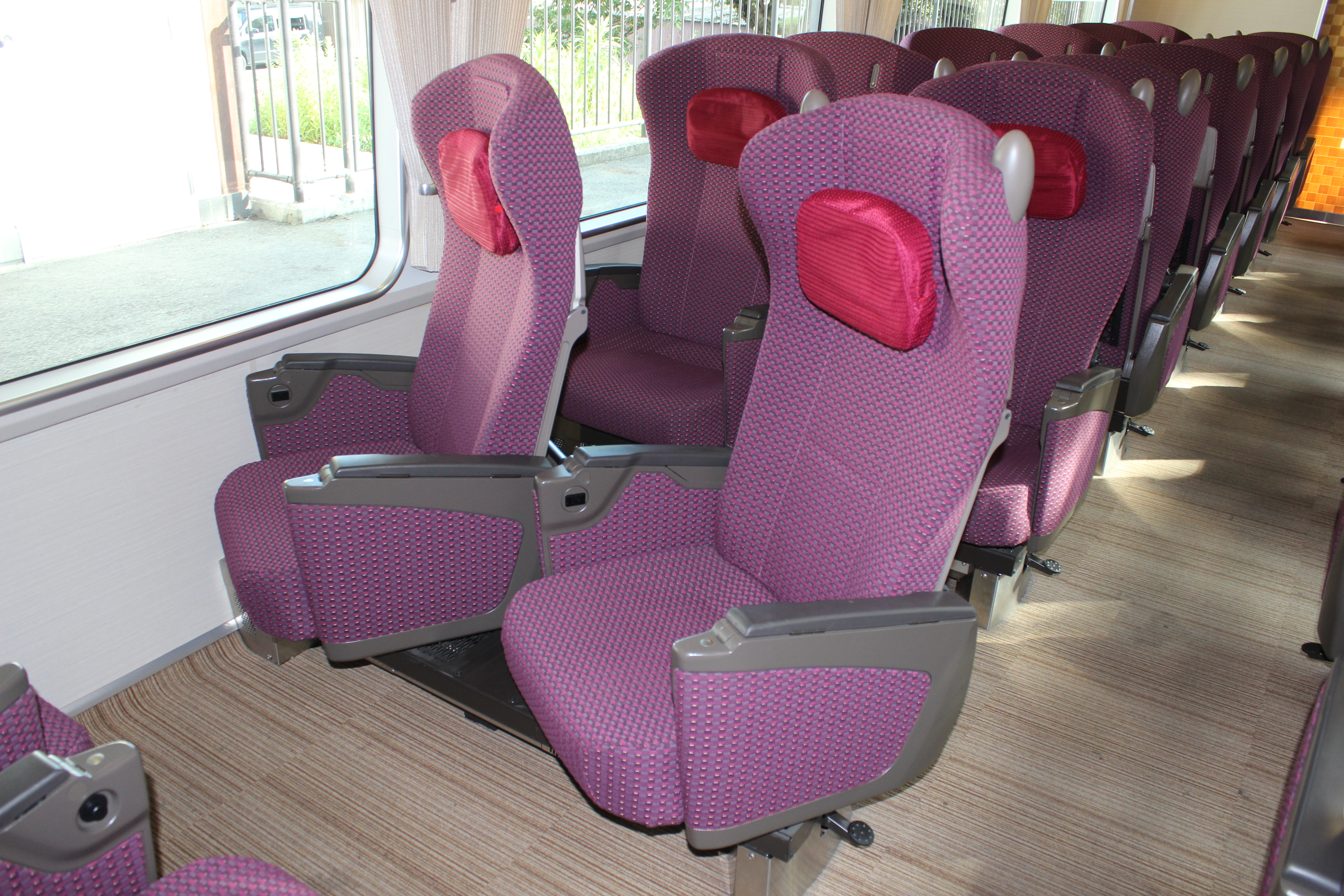
デラックスシート 独立式の回転機構を採用
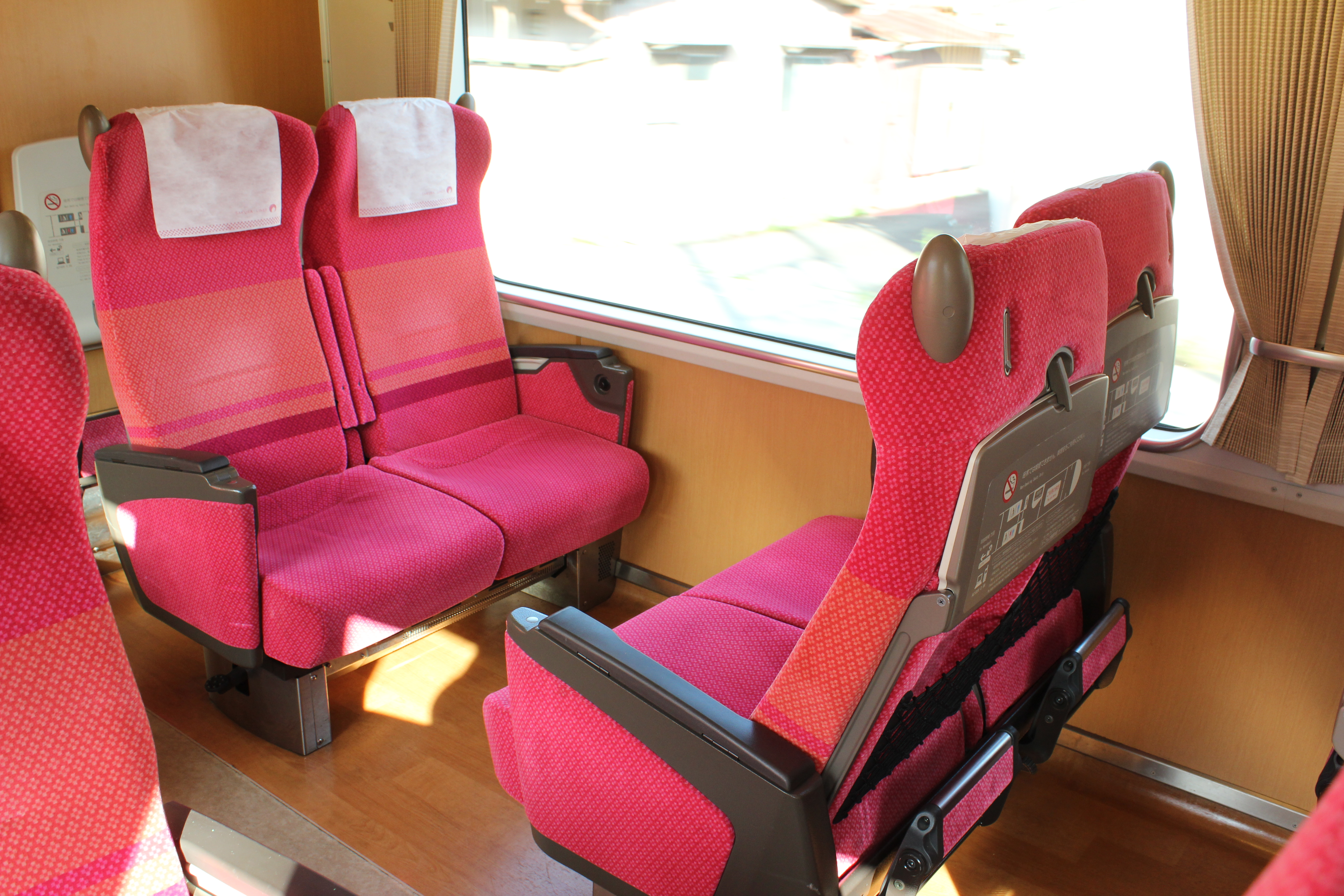
レギュラーシート 構造は22600系と同様
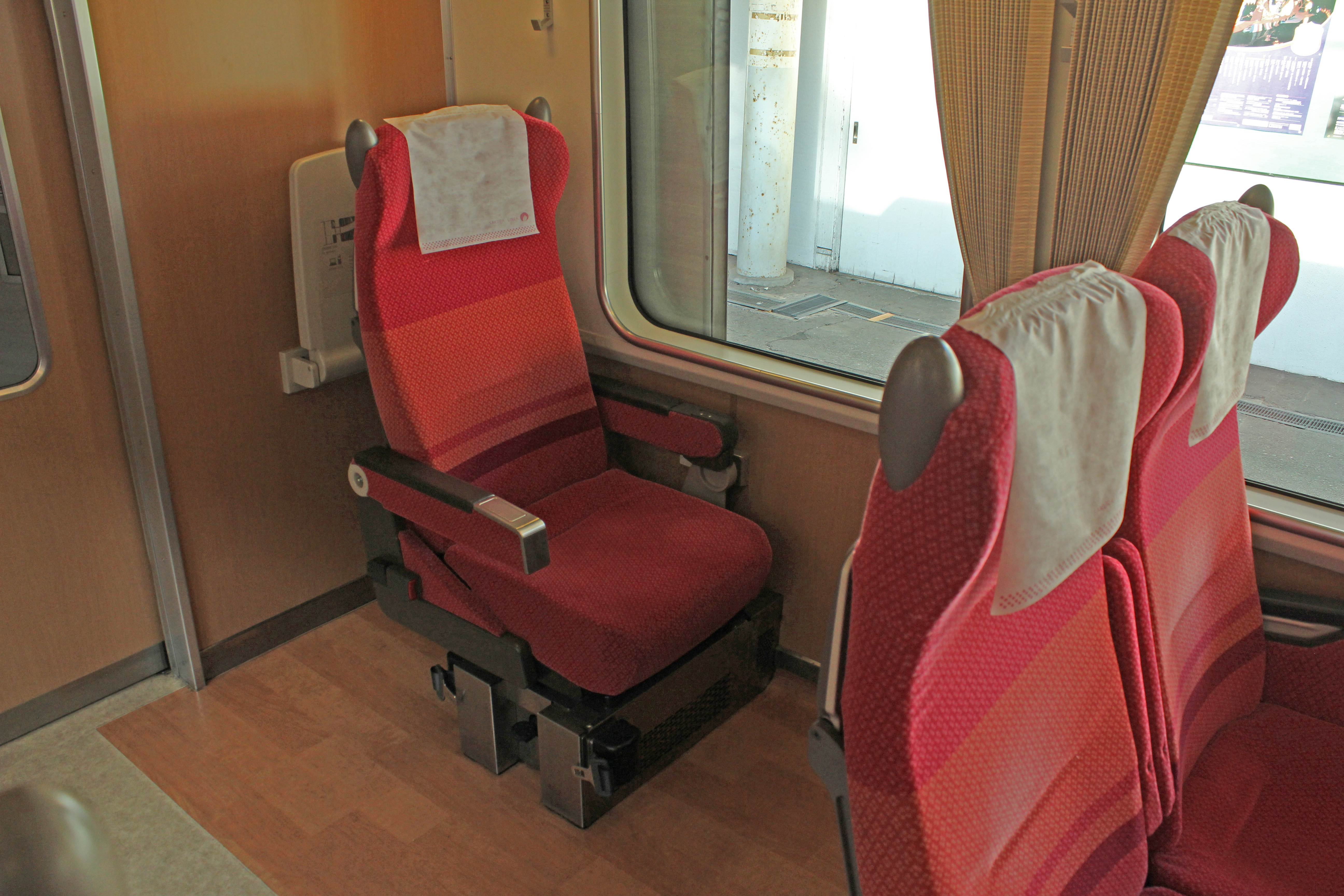
車椅子対応座席

#### 化粧室・デッキ
モ26100形（4号車）とモ26400形（1号車）は運転台後部にデッキが増設され、この部分にはフリーの展望スペースが設置された。これに伴い、客室内からの前面展望は不可能となった。
モ26300形（2号車）にはバリアフリー対応設備が集約され、客室の大阪阿部野橋側端部には車椅子対応座席を2席設置し、既存のトイレは車椅子対応の多機能トイレに改修されるとともに、大阪阿部野橋側の乗降扉はプラグドアに変更された。そのほかの乗降扉は先頭車運転台後部の増設分も含めて折戸式である。また、すべてのドアにはドアチャイムが設置された。
3号車にあった車内販売準備室は、車内販売の廃止に伴い、自動販売機コーナーに改造された。
トイレはすべて洋式に統一され温水洗浄便座が設置されている。処理方式は真空式に改造されている。
座席は全席禁煙としたため、モ26400形（4号車）の大阪阿部野橋側のデッキに22600系・16600系と同一構造の喫煙室が設置された。
運転席には22600系・16600系と同様のモニター装置が装備された。

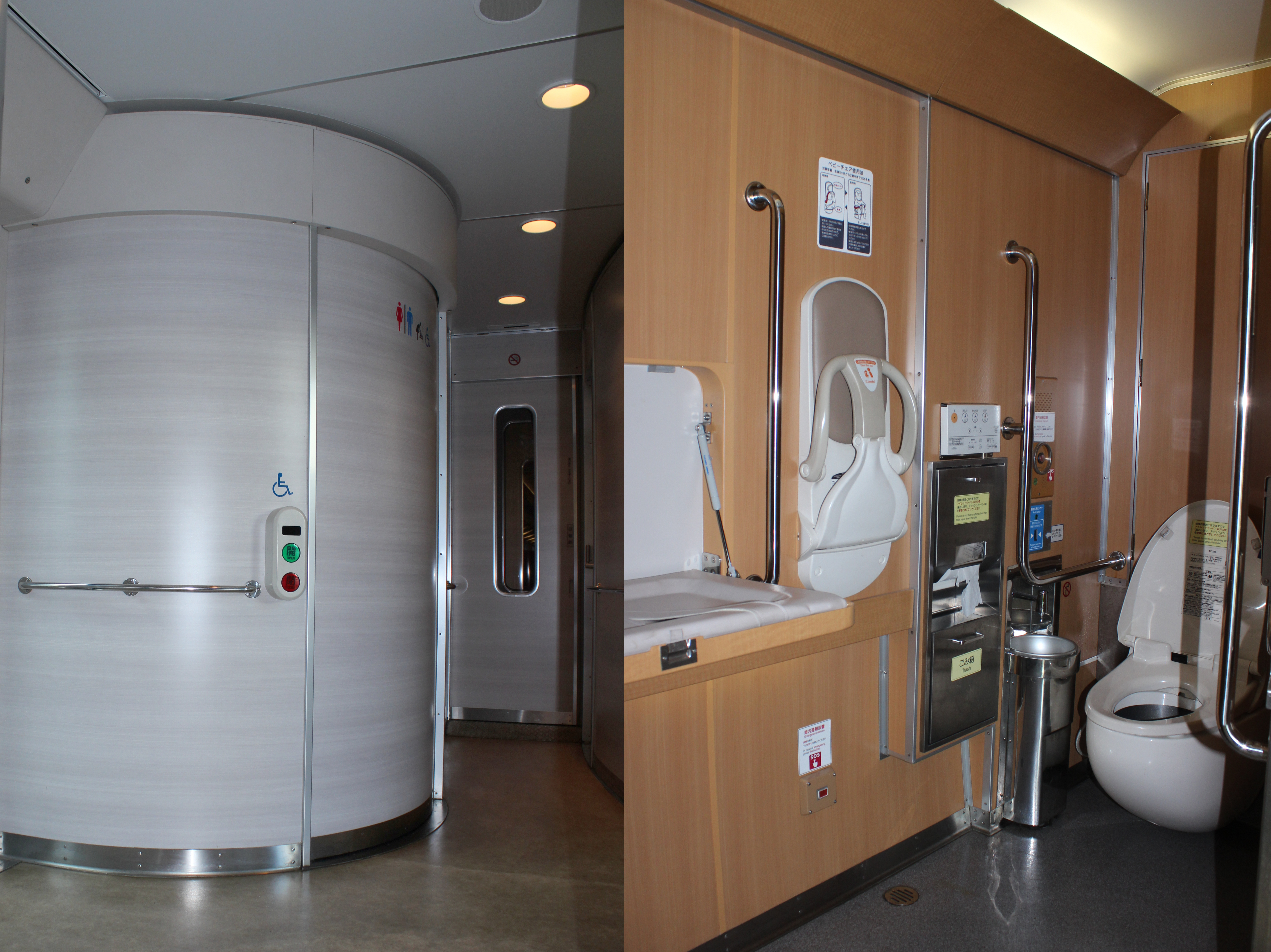
バリアフリー対応トイレ
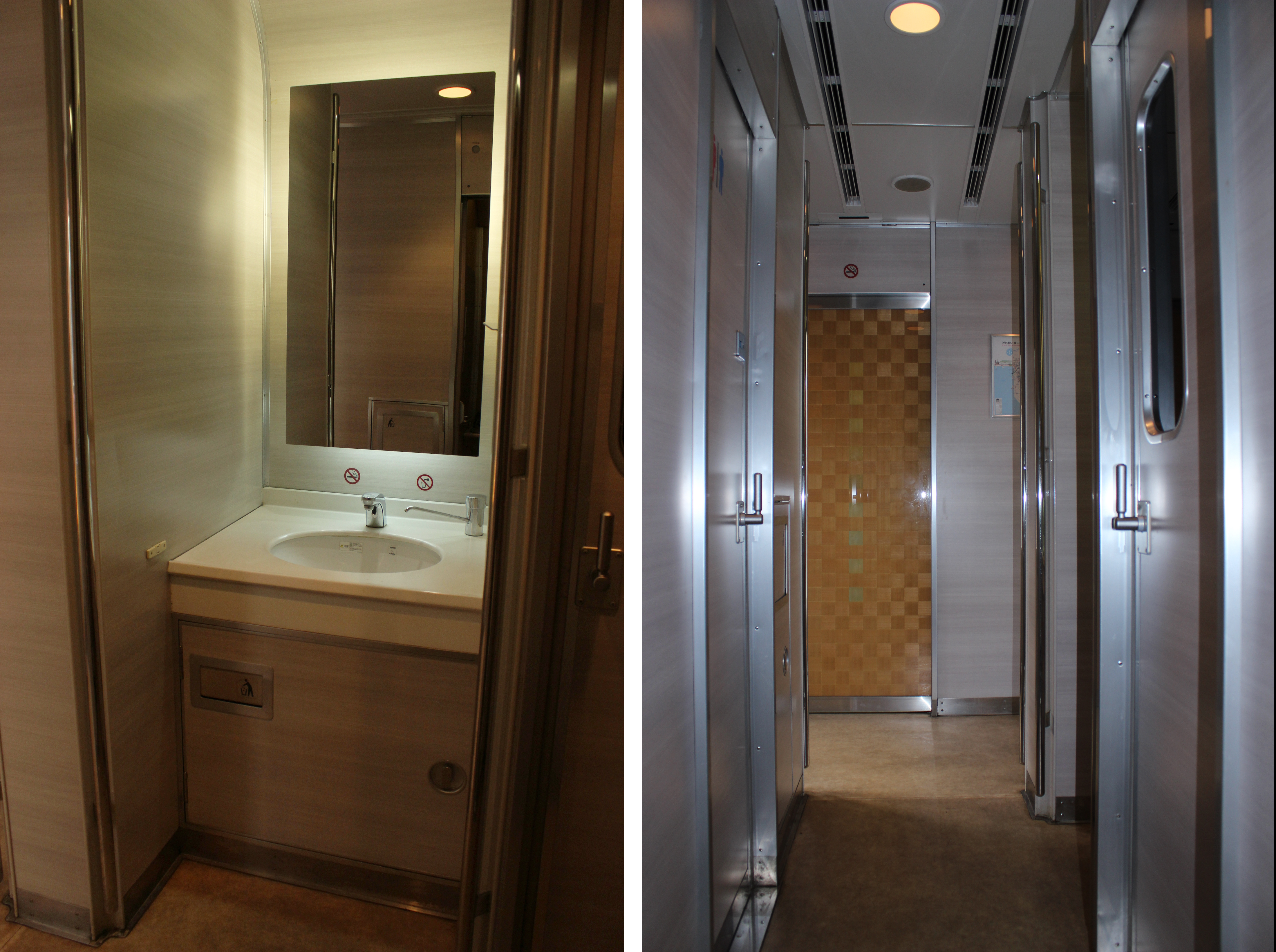
洗面台とデッキ
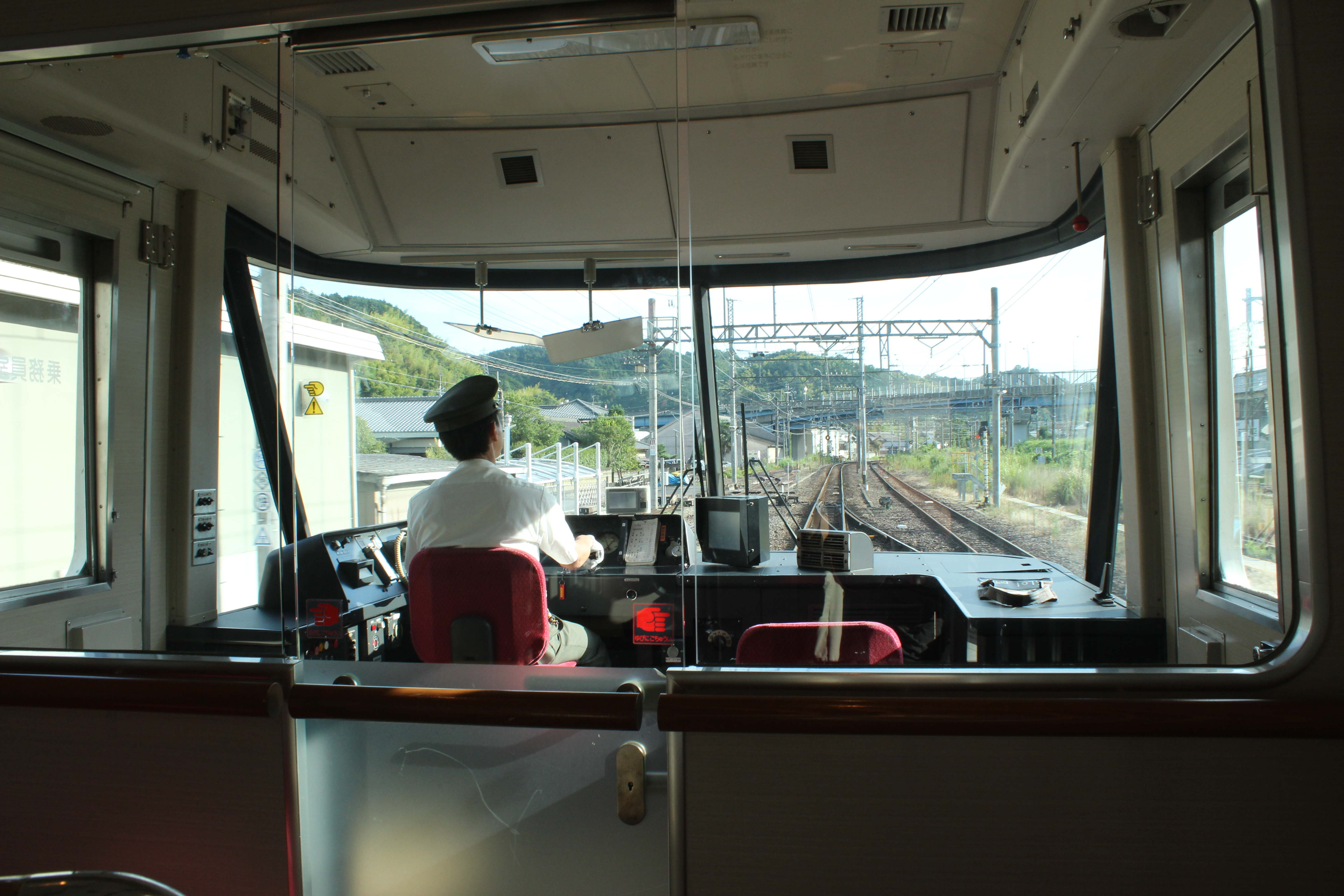
運転台(展望スペースからの視界)
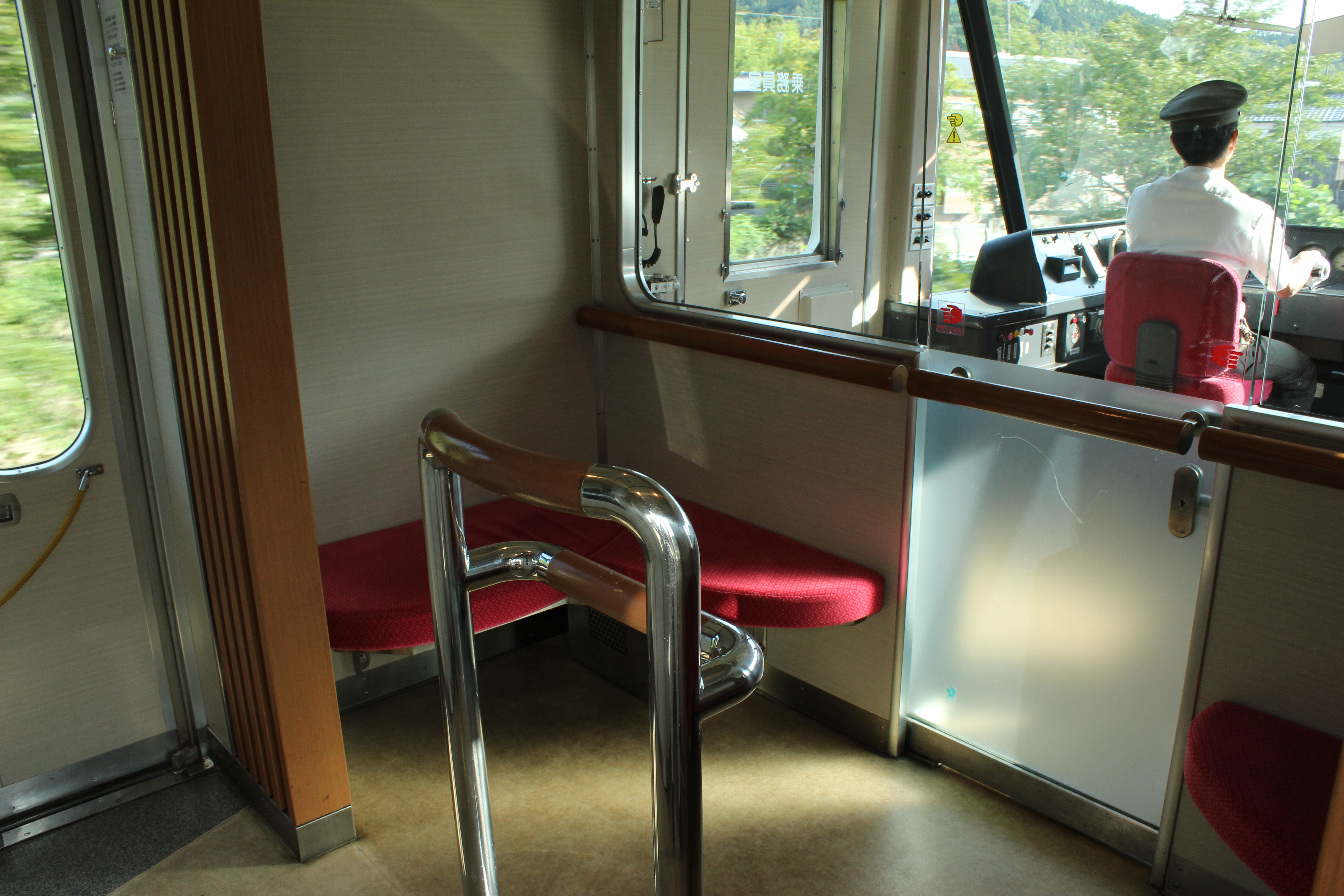
展望席
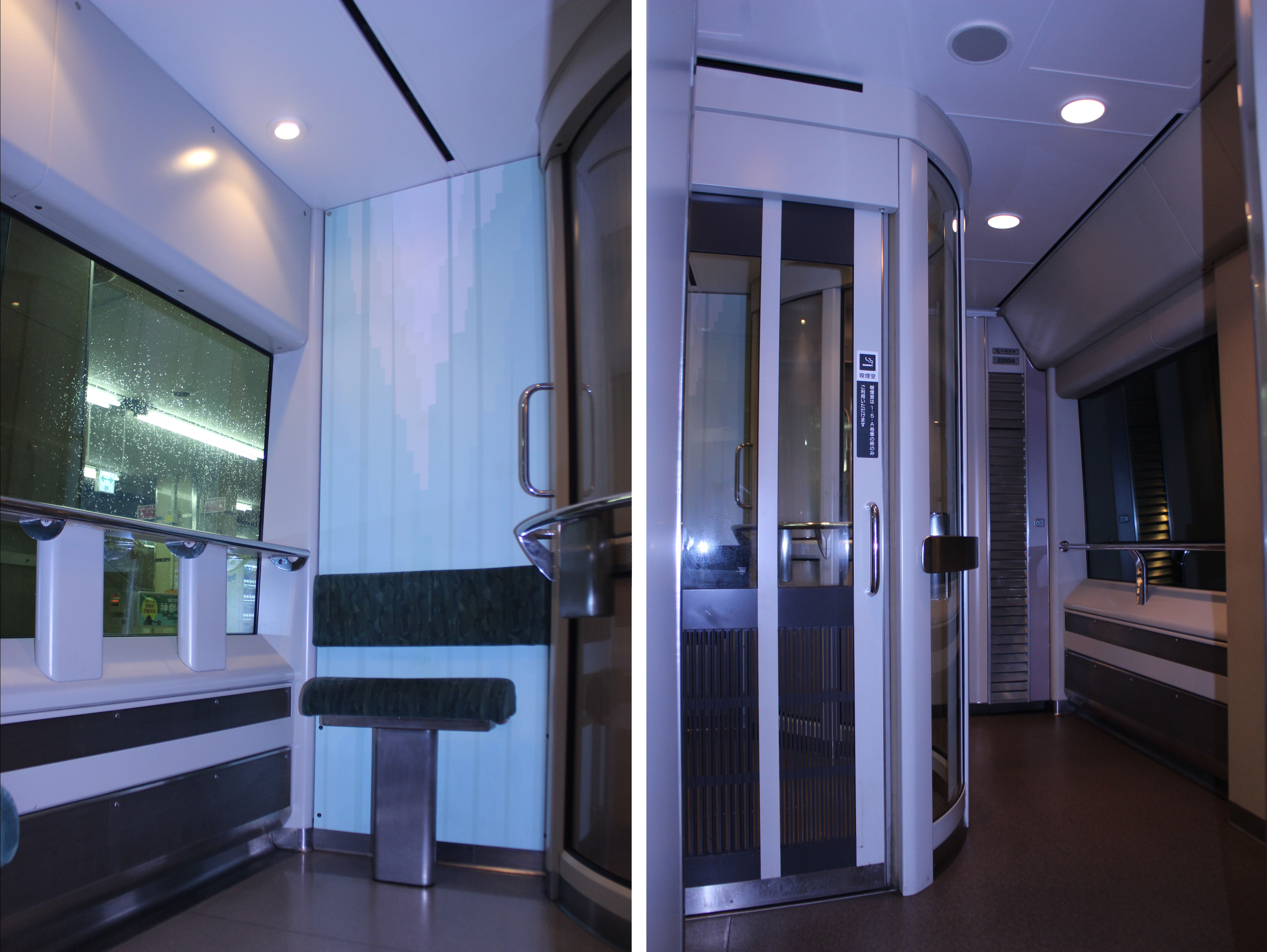
モ26400形に設置された喫煙室（画像は22600系）

| 項目＼編成方向 | ← 大阪阿部野橋吉野 → | ← 大阪阿部野橋吉野 →          | ← 大阪阿部野橋吉野 → | ← 大阪阿部野橋吉野 → |
| 号車           | 1（5）               | 2（6）                        | 3（7）               | 4（8）               |
| 形式           | モ26400形 (Mc)       | モ26300形 (M)                 | モ26200形 (M)        | モ26100形 (Mc)       |
| 座席種別       | レギュラー           | レギュラー                    | デラックス           | レギュラー           |
| 搭載機器       | SIV,CP,BT            | ◇,CON,◇                       | SIV,CP,BT            | ◇,CON,◇              |
| 定員           | 48                   | 48+2（車椅子対応席）          | 42                   | 40                   |
| 車内設備       | 展望スペース         | 洗面室・トイレ 車椅子対応設備 | 洗面室・トイレ       | 喫煙室 展望スペース  |

- 号車表示の（ ）は8両運転時の号車番号
- 搭載機器欄のCONは制御装置、SIVは補助電源装置、CPは電動空気圧縮機、BTは蓄電池、◇はパンタグラフ搭載位置。
- 編成定員は180名。

## 編成
吉野側からモ26100形 (Mc) - モ26200形 (M) - モ26300形 (M) - モ26400形 (Mc) の4両編成とした。モ26300形の吉野側に入換用運転台を装備している。
2019年4月1日現在、4両編成2本8両全車が古市検車区に配置されている。
| 項目＼編成方向 | ← 大阪阿部野橋吉野 → | ← 大阪阿部野橋吉野 →    | ← 大阪阿部野橋吉野 →          | ← 大阪阿部野橋吉野 → |
| 号車           | 1（5）               | 2（6）                  | 3（7）                        | 4（8）               |
| 形式           | モ26400形 (Mc)       | モ26300形 (M)           | モ26200形 (M)                 | モ26100形 (Mc)       |
| 搭載機器       | SIV,CP,BT            | ◇,CON,◇                 | SIV,CP,BT                     | ◇,CON,◇              |
| 自重           | 44.0 t               | 44.0 t                  | 43.0 t                        | 45.0 t               |
| 定員           | 56                   | 56                      | 56                            | 56                   |
| 車内設備       |                      | 洗面室・トイレ 公衆電話 | 洗面室・トイレ 車内販売準備室 |                      |

- 号車表示の（ ）は8両運転時の号車番号
- 形式欄のMはMotorの略でモーター搭載車（電動車）、Mcのcはcontrollerの略で正規運転台装備車（制御車。入換用運転台装備車には冠されない）。
- 搭載機器欄のCONは制御装置、SIVは補助電源装置、CPは電動空気圧縮機、BTは蓄電池、◇はパンタグラフ搭載位置。
- 編成定員は224名。

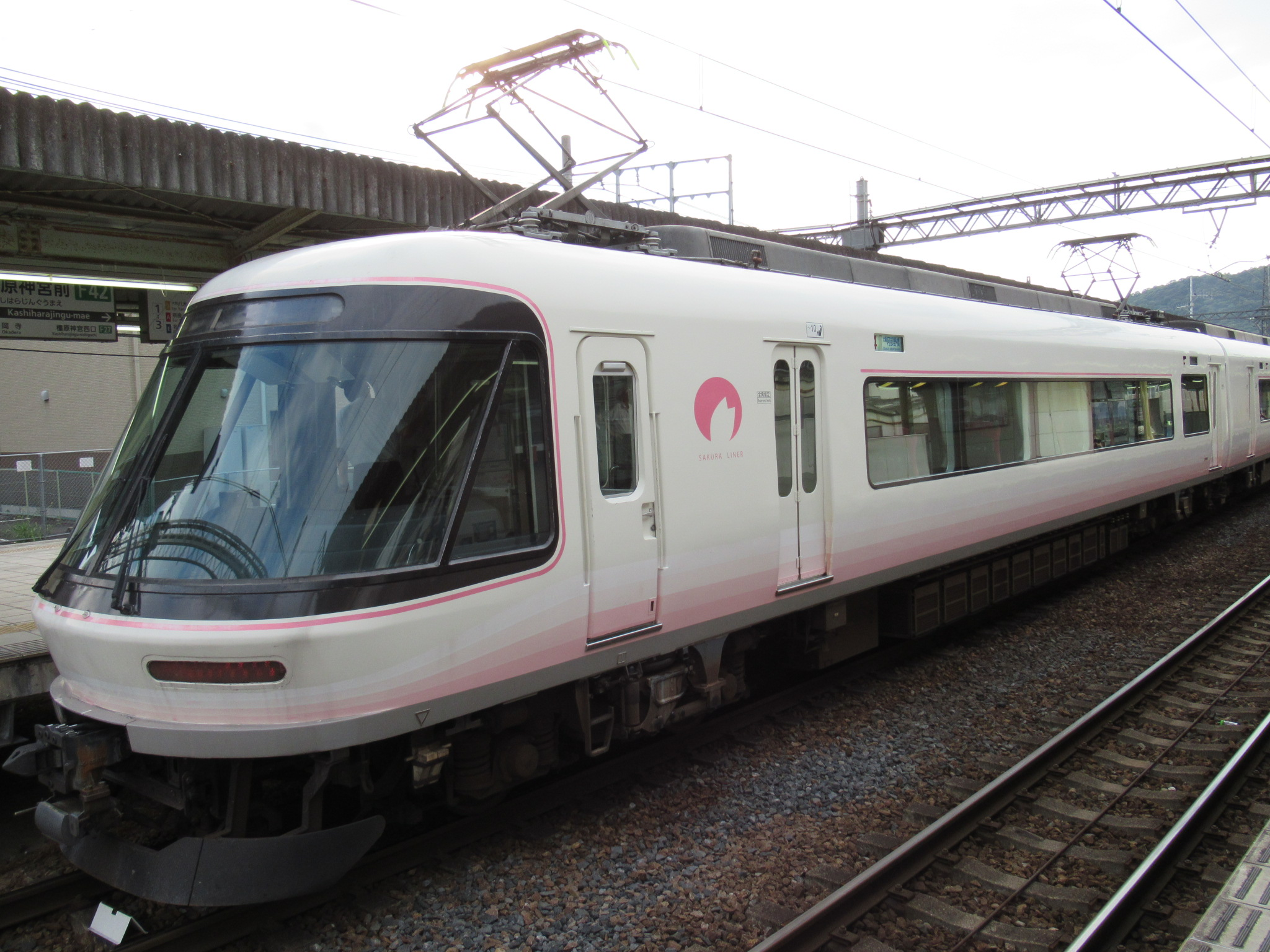
モ26100形
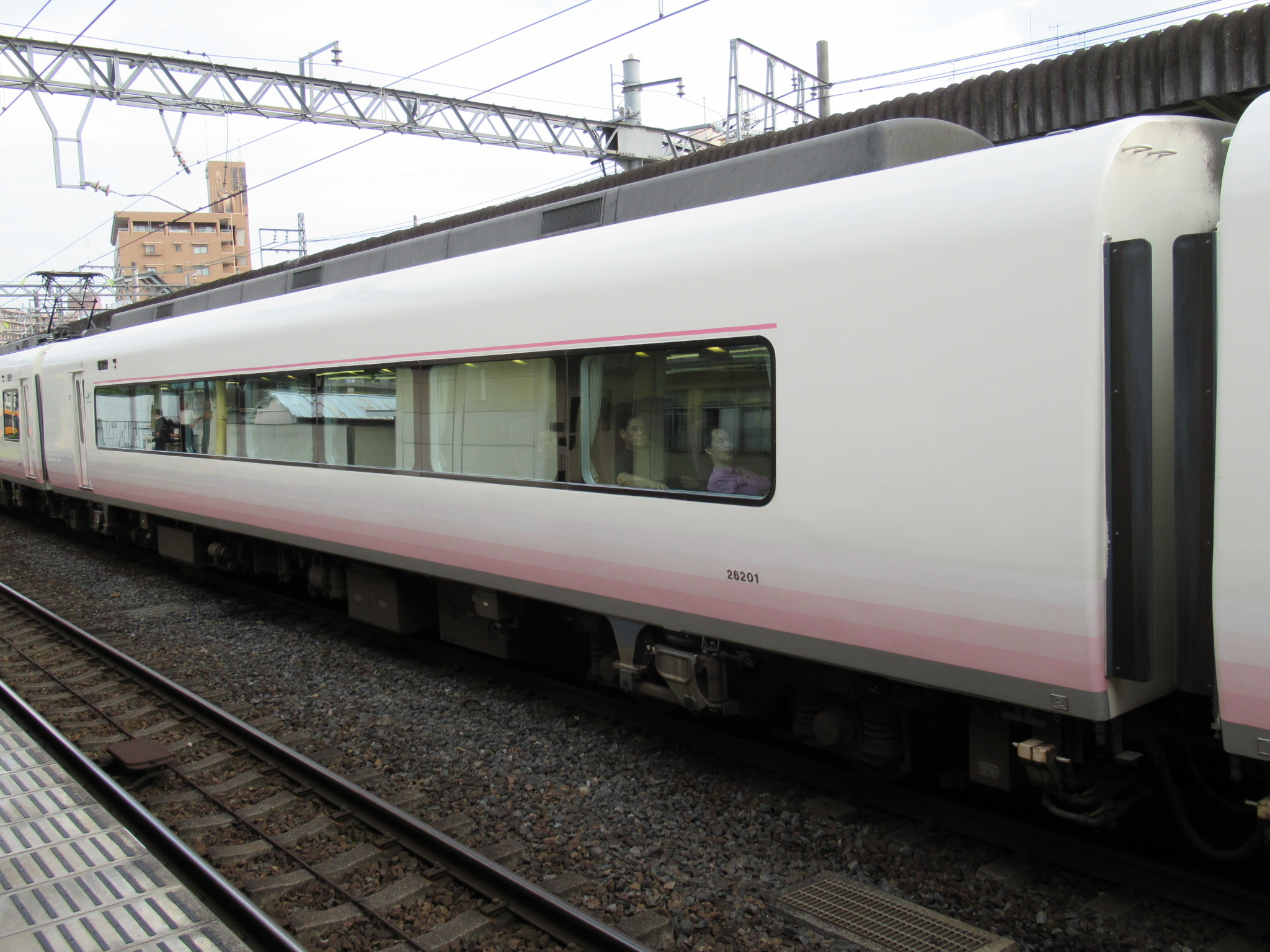
モ26200形
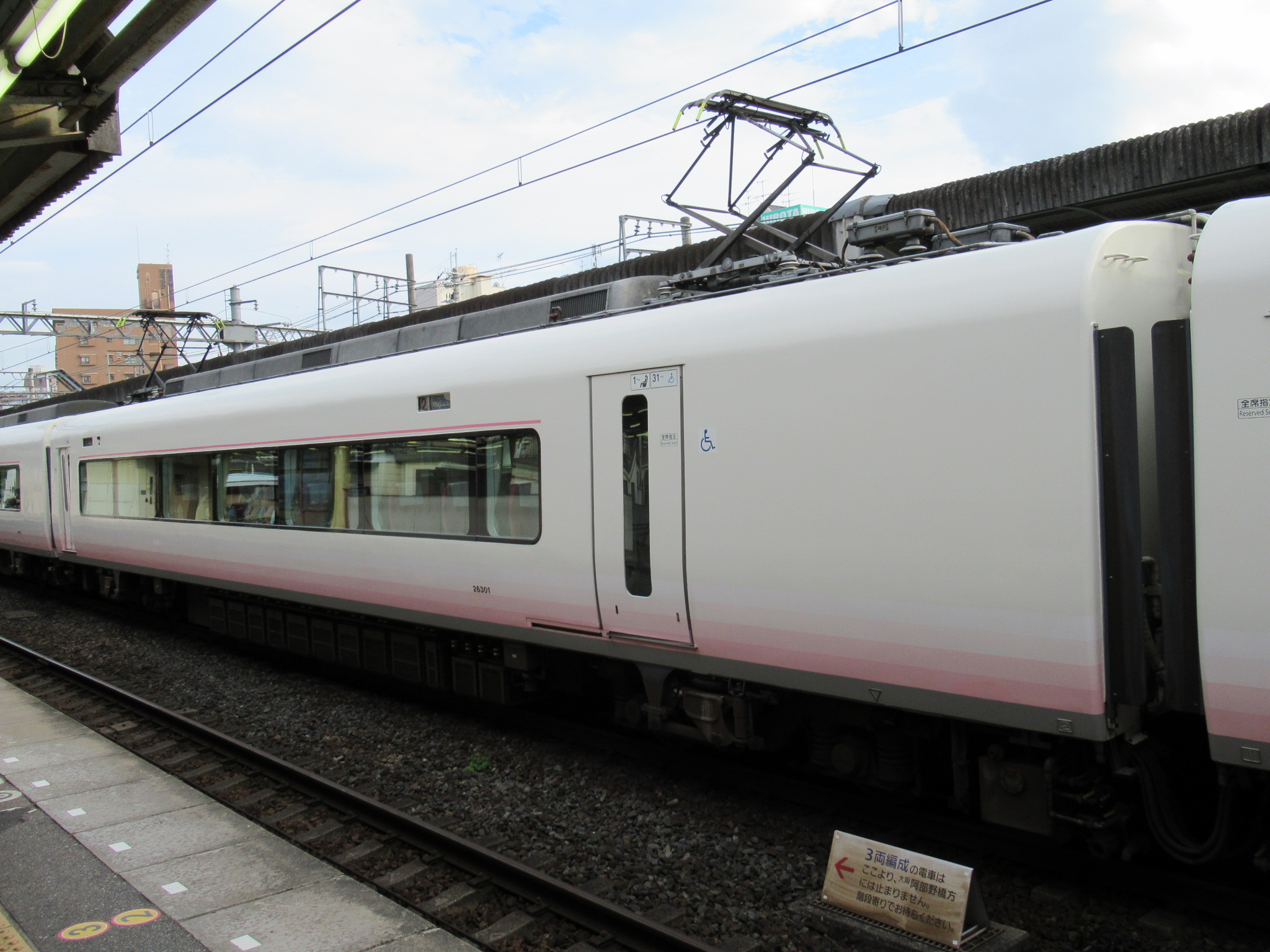
モ26300形
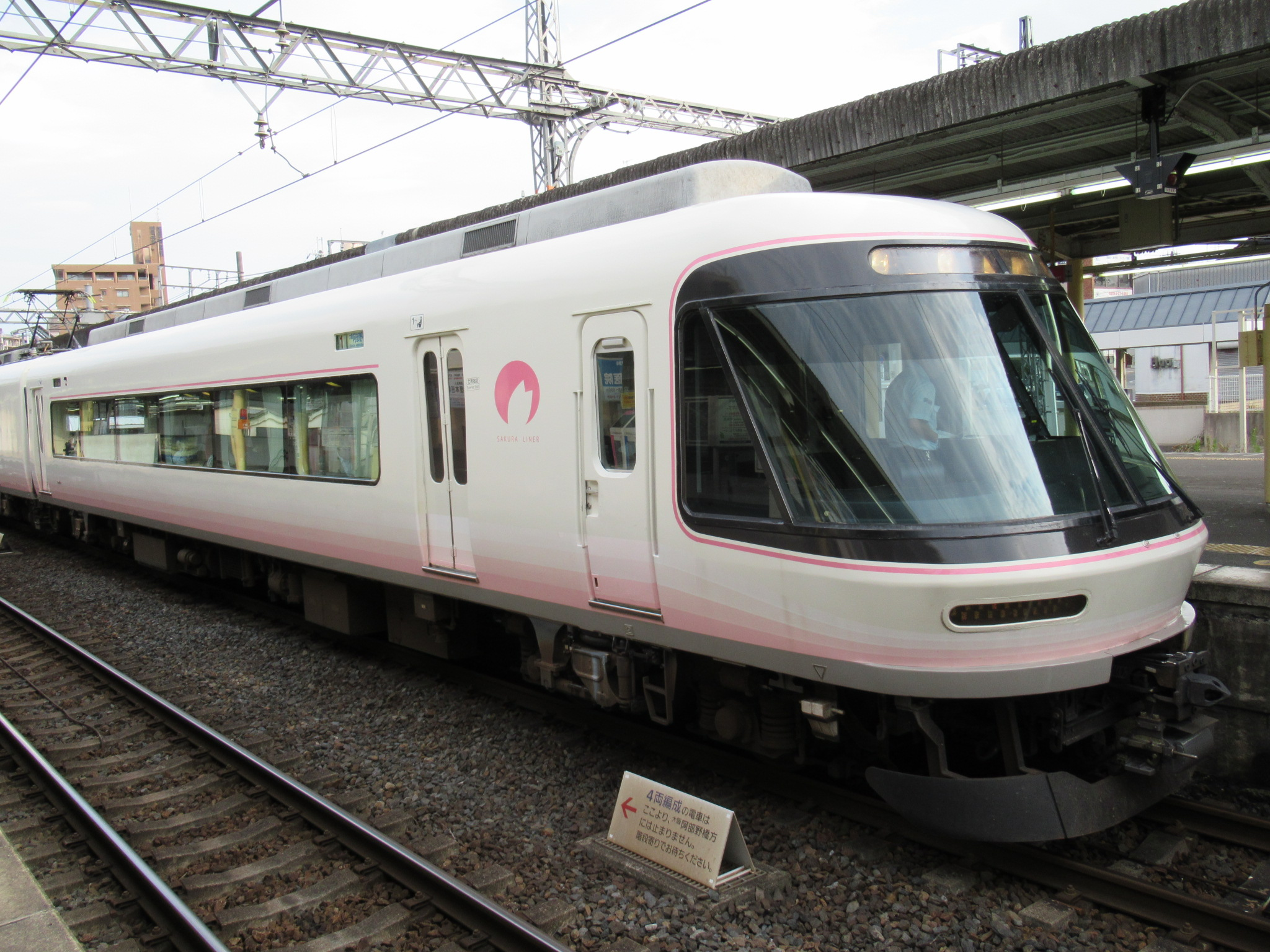
モ26400形

## 運用
1990年1月24日と25日未明に26101F（SL01編成）がメーカーから高安検車区に陸送され、25日付で竣功となった。2月9日に五位堂検修車庫から橿原神宮前に回送された。同月14日から南大阪線で試運転を開始し、営業運転日までに試乗会、見学会も併せて実施された。
1990年3月15日ダイヤ変更から1日4往復体制で運用を開始した。1編成のみの運用であったため、毎週木曜日は検査のため在来車が代走した。
1990年12月に26102F（SL02編成）が竣工し、同年12月31日の大阪阿部野橋14:40発吉野行き特急から運用を開始した。翌1991年3月19日ダイヤ変更までは4往復体制が維持されたが、毎週木曜日は26102Fが運用に入ったため毎日運転となった。ダイヤ変更後は8往復の運用となったが、毎週水・木曜日は16000系・16010系・16400系（1996年より）で代走した。
2024年3月16日ダイヤ変更までは、平日朝の通勤時間帯に橿原神宮前 - 大阪阿部野橋間で2本を連結した8両編成として運行する列車も設定されていた。8両編成での運転時は近鉄で唯一編成間の通り抜けができない連結となっていた。
2010年10月に26101Fが車体更新のため運用を離脱し、2011年3月にリニューアル工事を終えて出場し、4月1日に事前応募制の乗車体験ツアーを実施した。翌2日より営業運転を開始した。平日朝の本系列同士の重連運用では、リニューアル車とオリジナル車の新旧併結とされ、26101Fは吉野寄りに連結された。5月中旬をもって、26102Fが更新工事のため運用を離脱した。
南大阪線の建設の経緯のほか、沿線自体に古墳の多い地域を含み、特に吉野線内では山岳地帯も通過するためにカーブが多く、営業運転時の最高速度は大阪線よりやや遅い110 km/hで、今川 - 河内天美間、二上山 - 磐城間および高田市 - 橿原神宮西口間の平野部で設定されている。